# أندريه غارسيا
أندريه غارسيا (بالبرتغالية: André Luís Garcia‏) (31 يوليو 1979 بورتو أليغري البرازيل - ) هو لاعب كرة قدم برازيلي يلعب كمدافع، شارك في الألعاب الأولمبية الصيفية 2000.

## روابط خارجية
- أندريه غارسيا على موقع قاعدة بيانات كرة القدم.إي يو (الإنجليزية)
- أندريه غارسيا على موقع Soccerway.com (الإنجليزية)
- أندريه غارسيا على موقع أوليمبيديا (الإنجليزية)